# Erigone pauperula
Erigone pauperula là một loài nhện trong họ Linyphiidae.
Loài này thuộc chi Erigone. Erigone pauperula được Friedrich Wilhelm Bösenberg & Embrik Strand miêu tả năm 1906.